# یونی هوگلین
یونی هوگلین (انگلیسی: Johnny Höglin؛ زادهٔ ۲۶ فوریهٔ ۱۹۴۳) اسکیت‌باز سرعت اهل سوئد بود.